# Hardy Júlia
Hardy Júlia (Budapest, 1960. január 25. –) pszichiáter, családterapeuta.

## Élete, munkássága
A Petőfi Sándor Gimnáziumban érettségizett, majd az SOTE Általános Orvostudományi Karán végzett 1984-ben. Pszichoterápia szakvizsgát tett 1999-ben. Családterápiát a bécsi Familienwerkben tanult, pszichodráma képzést a berlini székhelyű Psychodrama Institute for Europe –ban (PIFE) szerzett.
1984-2002. között az Országos Pszichiátriai és Neurológiai Intézetben dolgozott pszichiáter-, pszichoterapeuta szakorvosként. 1989-1992. között a HÍD Családsegítő Központ munkatársa volt. 2002. óta magánorvosi gyakorlatot folytat a Thyris Ambulancia Pszichoterápiás Magánrendelőben.
Tanított az ELTE Tanácsadó Szakpszichológus képzésében, a Mentálhygiénés Képzésben (TF, SOTE),továbbá a Wesley János Főiskolán és az Apor Vilmos Főiskolán. A Psychodrama Institute for Europe (PIFE) keretein belül Athénban, Kijevben és Minszkben kiképző csoportok vezetett. 
A Magyar Családterápiás Egyesületben családterápiás és családkonzultációs képzéseket, a Magyar Pszichodráma Egyesületben önismereti- és kiképző pszichodráma csoportokat vezet. 

## Szakmai szervezetekben
- A Magyar Családterápiás Egyesület külügyekért felelős vezetőségi tagja; 2010-2016 között titkára.
- A Psychodrama Institute for Europe (PIFE) alelnöke volt 2007-2013.között Az European Family Therapy Association (EFTA) vezetőségi tagja.
- A Pannonhalmi Szemle szerkesztőségének tagja.

## Díjai, kitüntetései
- 2008 Goldschmidt Dénes díj • Magyar Pszichiátriai Társaság

## Írásai
- Erőszak és árulás (Z. esete egy kijevi pszichodrámában) Pannonhalmi Szemle 2007/1
- (Frenkl Sylviával) Önismeret és pszichodráma, Pannonhalmi Szemle 2011/2
- „Egy másik világmindenségben e ház helyén gejzírek törnek fel” (Szokások és lelki egészség), Pannonhalmi Szemle 2011/3
- Ősökről, magunkról - instant módon (A Hellinger-féle családállítás ellentmondásai), Pannonhalmi Szemle 2013/3
- Amiről nem beszélünk… (Marie Keenan: Gyerekek szexuális bántalmazása és a katolikus egyház), Pannonhalmi Szemle 2015/3/
- (Terenyi Zoltánnal) Nagycsoportos demokrácia (A Civil Csoport Hétvége), Pannonhalmi Szemle 2016/2
- Egy mondat, Pannon Tükör 2019/2